# Miroslav Pudlák
Miroslav Pudlák (* 3. března 1961) je český hudební skladatel, dirigent, muzikolog a hudební pedagog.

## Život
Miroslav Pudlák studoval skladbu na Pražské konzervatoři a hudební vědu na Karlově univerzitě v Praze a na Université de Paris. Již jako student se účastnil skladatelských kurzů v Darmstadtu, Kazimierzi a Amsterdamu. V roce 1985 založil a později vedl jako umělecký vedoucí hudební soubor Agon zaměřený na současnou hudbu. V roce 1996 byl pověřen řízením Hudebního informačního střediska v Praze. Od roku 2005 vyučuje hudební teorii na Hudební fakultě pražské Akademie múzických umění. Od roku 2008 vyučuje totéž i na University of New York v Praze.
Působí také jako dirigent a hudební skladatel. Spolupracuje zejména s hudebním tělesem MoEns (Mondschein Ensemble), které je zaměřeno na soudobou hudbu. Velice úspěšně se často účastní různých hudebních festivalů zaměřených na moderní hudbu, které se konají po celém světě. Jako klavírista působí v experimentální jazzové skupině Why Not Patterns. Rovněž komponuje scénickou hudbu pro činoherní představení.

## Dílo

### Opery
- Sasíci v Čechách aneb marnost boje proti RKZ